# حارة الفوار
حارة الفوار هي إحدى القرى اللبنانية من قرى قضاء زغرتا